# Valérie Piller Carrard

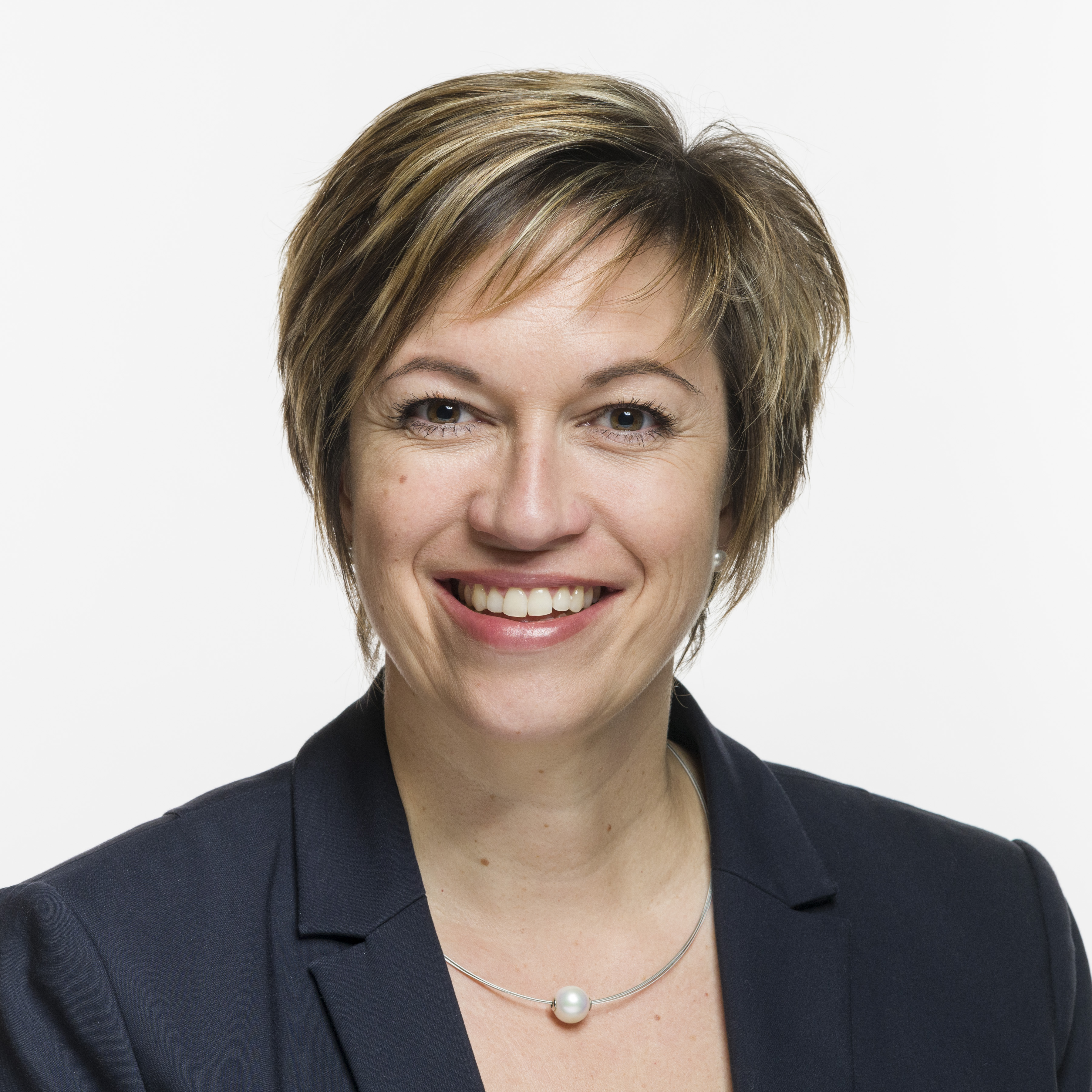
Valérie Piller Carrard (2019)

Valérie Piller Carrard (* 9. September 1978 in Billens; heimatberechtigt in Rechthalten und Font) ist eine Schweizer Politikerin (SP).

## Biografie
Piller Carrard war von November 2001 bis zum November 2011 im Grossen Rat des Kantons Freiburg. Während der Jahre 2008 bis 2011 präsidierte sie die SP des Bezirks Broye.
Bei den Schweizer Parlamentswahlen 2011 wurde sie für den Kanton Freiburg in den Nationalrat gewählt. Dort ist sie Co-Präsidentin der interparlamentarischen Gruppe «Familienpolitik». Bei Pro Familia Schweiz ist sie Präsidentin.
Piller Carrard ist verheiratet und hat drei Kinder. Die kaufmännische Angestellte wohnt in Cheyres.